# グローリー・ロード
『グローリー・ロード』（原題：Glory Road）は、2006年のアメリカ映画。ジョシュ・ルーカス演じるドン・ハスキンズの自叙伝を映画化。

## ストーリー
舞台は1960年代アメリカ。白人至上主義で、大学バスケットボールの試合では、黒人はホームで1人、アウェイで2人、負けているときで3人しか出場させないという暗黙のルールがあった。
ドン・ハスキンズは、エルパソにあるテキサス・ウエスタン大学のバスケットボールチームのヘッドコーチに就任した。資金が少なく、有能な白人選手をスカウトすることができなかったので、ニューヨークやインディアナなどアメリカ各地から有能な黒人選手を7人スカウトした。その7人は、ボビー・ジョー、デイヴィッド・ラティン、オースティン・アーティス、ハリー・フローノイ、ウィリー・ワーズリー、ウィリー・ケイジャー、ネヴィル・シェッドだ。結果、テキサス・ウエスタン大マイナーズは白人5人、黒人7人からなるチームとなった。
ハスキンズは、派手で自分勝手なプレーを禁止し、基本に忠実なディフェンス主体のバスケットをすることと、女遊びや酒、夜更かしをせず、常にバスケットのことを考えることを選手たちに命じた。彼は選手たちを厳しく指導し、ときにはペナルティを与えた。
そしてシーズン開幕戦。イースタン・ニューメキシコ大学との対戦で、ハスキンズは、黒人選手3人を先発に起用する。試合序盤は勝手なプレーやミスが目立ったが、最終的には、4点差で勝利した。そこからマイナーズの快進撃が始まる。17戦を終え、17勝0敗と全米ランキング4位に入り、チームの士気が高まっていた。
そんなある日、遠征先のレストランのトイレで、シェッドが1人になったところを白人3人に襲われた。黒人選手たちが恐怖感を抱く中、今度はホテルの黒人選手の部屋が荒らされる。壁に血で文字を書かれ、荷物もめちゃくちゃにされていた。試合に勝つにつれて、罵声や嫌がらせが酷くなっていった。そのような状況の中でのシーズン最終戦。シアトル大学との対戦、勝利すればランキング1位となる大事な試合だったが、白人を恐れた黒人選手が萎縮し自分勝手なプレーをして、シーズン初の敗北となった。
地区決勝。対戦相手は、全米代表ジョー・ジョー率いるカンザス大学だった。試合は、ボビー・ジョーとジョー・ジョーのガード対決となり、まずジョー・ジョーを止めなければならないということで、ハスキンズは、ジェリー・アームストロングにジョー・ジョーを止めるよう指示。後半アームストロングがジョー・ジョーを抑え、残り7秒でカンザス大学が2点リード。自陣のゴール下からロングパスを出し、ラティンがキャッチ、ボビー・ジョーがパスをもらいシュート、そのボールをケイジャーがアリウープで決め、同点に追いつき延長戦へ。残り時間僅かで同点、マイナーズのオフェンス、今度はラティンのアリウープが決まりマイナーズの勝利と思われたが、ラティンがゴールにぶら下がったと判断されテクニカル・ファウルを取られ、ゴールは認められるが相手にフリースローを2本与えてしまう。2本ともジョー・ジョーに決められ、再度延長戦へ。アーティスのマークが弱いので、そこから攻めるようハスキンズは指示。そして、マイナーズ1点リードで残り10秒を切り、カンザス大学のオフェンス、ジョー・ジョーのシュートが決まり、カンザス大学が勝利と思われたが、シュート前にサイドラインを踏んでいたので、得点は無効となり、マイナーズが勝利した。23勝1敗という成績で決勝へと駒を進めた。
NCAAトーナメント決勝。相手は、今世紀最高のコーチと称され、優勝経験も4度あるアドルフ・ラップコーチ率いるケンタッキー大学。ケンタッキー大学は、ルイ・ダンピアとパット・ライリーの2人の全米代表を擁するチーム。試合前夜、ハスキンズは選手たちを試合会場に呼び出し、決勝では黒人選手7人のみで戦うことを伝えた。先発5人全員が黒人選手は前例がなかった。試合前、ハスキンズは、ラティンにまずダンクを決めろと指示を出し、ラティンはライリーの上からダンクを決めてみせた。試合序盤、リバウンドの要のフローノイが怪我をし、ラティンは、ファウルトラブルでベンチに下がることを余儀なくされ、戦力ダウンしてしまう。相手の有利になった状況で、ボビー・ジョーの2本のスティールから同点に追いつき、前半はマイナーズリードで終える。後半、ファウル3つのラティンを戻すもケンタッキー大学が勢いづき逆転されてしまう。そんな状況でラティンが4つ目のファウルを犯してしまい、またしてもベンチに下がる。残り10分でケンタッキー大学が8点リード。ハスキンズは、ボビー・ジョーに1人ではなく、全員で戦うよう指示を出し、得点を重ねる。残り2分でマイナーズが3点リード、ラティンを戻す。残り18秒でケンタッキー大学のオフェンス、ボビー・ジョーがスティールしラティンがダンクを決め、72対65で試合終了。マイナーズが新たな全米チャンピオンになった。

## キャスト
| 役名                       | 俳優                          | 日本語吹替 |
| -------------------------- | ----------------------------- | ---------- |
| ドン・ハスキンズ           | ジョシュ・ルーカス            | 森田順平   |
| ボビー・ジョー・ヒル       | デレク・ルーク                | 小松史法   |
| ジェリー・アームストロング | オースティン・ニコルズ        | 佐藤美一   |
| アドルフ・ラップ           | ジョン・ヴォイト              | 佐々木梅治 |
| メアリー・ハスキンズ       | エミリー・デシャネル          | 相沢恵子   |
| ロス・ムーア               | レッド・ウェスト              | 宝亀克寿   |
| モー・イバ                 | エヴァン・ジョーンズ          |            |
| デイヴィット・ラティン     | スヒン・A・S・カー            | 白熊寛嗣   |
| オースティン・アーティス   | アルフォンソ・マコーリー      |            |
| ハリー・フローノイ         | メカッド・ブルックス          | 星野貴紀   |
| ウィリー・ワーズリー       | サム・ジョーンズ3世           | 奈良徹     |
| ウィリー・ケイジャー       | ダメイン・ラドクリフ          |            |
| ネヴィル・シェッド         | アル・シアラー                |            |
| トーゴ・ライリー           | キップ・ウィークス            | 武藤正史   |
| ディック・マイヤー         | ミッチ・イーキンズ            |            |
| デイヴィッド・パラシオ     | アレハンドロ・D・エルナンデス |            |
| ルイス・ボードイン         | ジェームス・オリバード        |            |